# Mae Boren Axton
Mae Boren Axton (* 14. September 1914 in Bardwell (Texas); † 9. April 1997 in Hendersonville (Tennessee)) war eine US-amerikanische Reporterin, Lehrerin, Radiomoderatorin, PR-Agentin und Songwriterin. Sie schrieb allein oder mit Koautoren etwa 200 Lieder, deren bekanntestes Heartbreak Hotel ist, der erste Nummer-1-Hit von Elvis Presley 1956. Sie wurde als die „Queen Mother of Nashville“ und „First Lady of Rock ’n’ Roll“ bezeichnet.

## Biografie
Die einzige Tochter von M.L. und Nannie Boren hatte acht Brüder. Ihr Bruder Lyle Boren war Mitglied des Repräsentantenhauses der Vereinigten Staaten, sein Sohn David L. Boren war Gouverneur von Oklahoma.
Als Mae zwei Jahre alt war, zog die Familie nach Oklahoma. Mae studierte Journalismus, arbeitete als Reporterin und heiratete John T. Axton, einen Offizier der US Navy. Sie hatten zwei Söhne, Hoyt, der als Country-Sänger Karriere machte, und John, der Anwalt wurde.
Sie zogen nach Jacksonville (Florida), wo beide Ehepartner als Lehrer arbeiteten. Mae begann, mit Musikern wie Glen Reeves und Tommy Durden Songs zu schreiben. Sie war auch für den bekannten Country-Sänger Hank Snow tätig.
1955 sah Mae den jungen Elvis Presley bei einem Konzert in Jacksonville. Sie überzeugte den Musikmanager Colonel Tom Parker, den Sänger unter Vertrag zu nehmen. Parker besorgte Presley einen Plattenvertrag bei RCA Records, und Mae Boren Axton schrieb zusammen mit Tommy Durden den Song Heartbreak Hotel für Elvis, der auch als dritter Autor genannt wurde.
Obwohl Mae Boren Axton zahlreiche weitere Songs schrieb, blieb Heartbreak Hotel ihr einziger Top-Hit. Sie arbeitete als PR-Agentin und Radiomoderatorin. 1973 veröffentlichte sie ihre Erinnerungen „Country Singers As I Know ’Em“. 1977 schrieb sie den Covertext für das Album The King Is Gone von Ronnie McDowell, ein Tribut an Elvis Presley, der kurz zuvor verstorben war.
1985 wurde Mae Boren Axton in die „Oklahoma Women’s Hall of Fame“ aufgenommen. 1992 gründete sie ihr eigenes Plattenlabel DPJ Records, auf dem auch ihr Sohn Hoyt veröffentlichte.
Mae Boren Axton starb am 9. April 1997 in Hendersonville, Tennessee. 2007 wurde sie zusammen mit Hoyt Axton in die Oklahoma Music Hall of Fame aufgenommen.